# Wassili Petrowitsch Obolenski

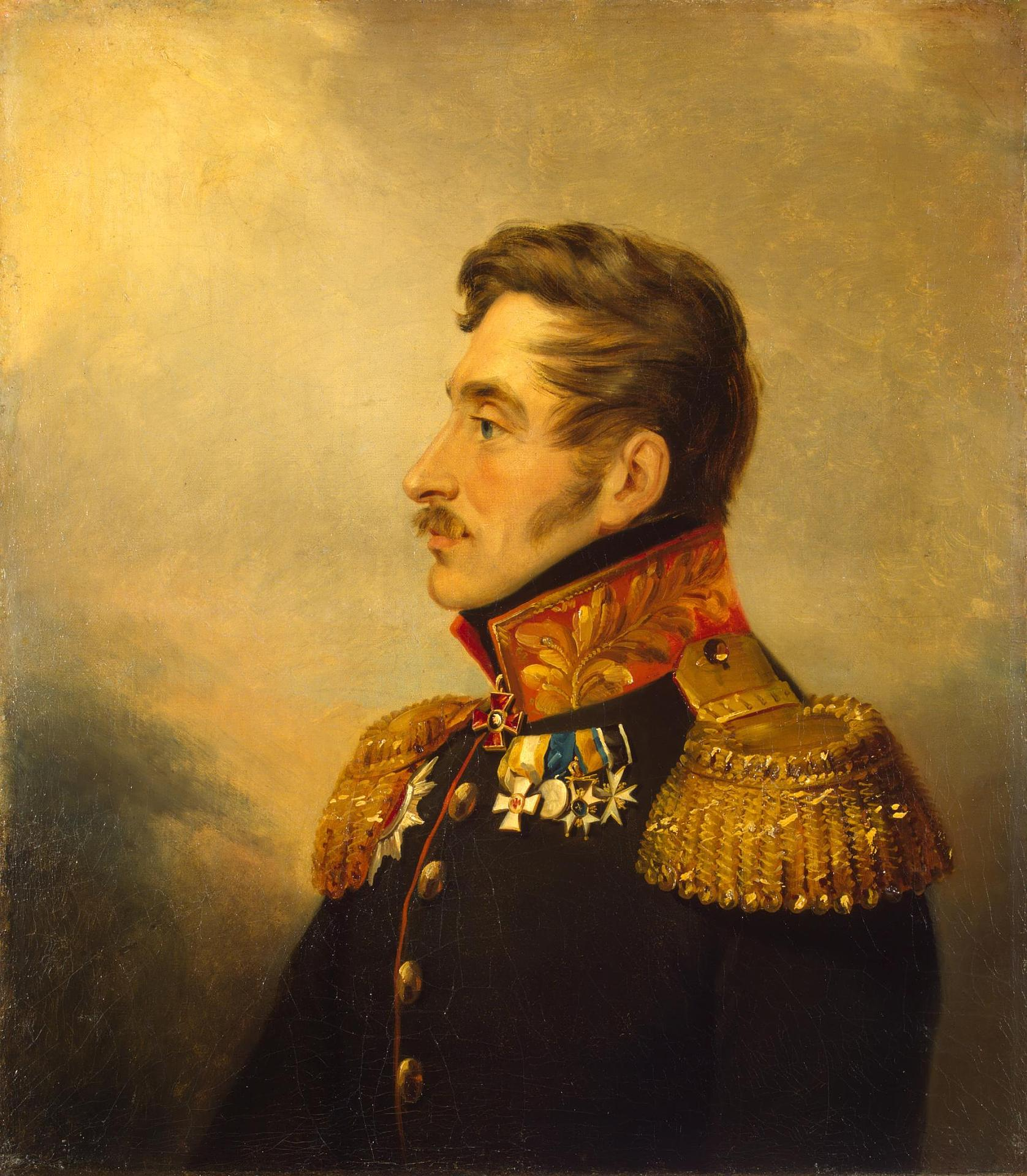
Porträt von Wassili Petrowitsch Obolenski.

Wassili Petrowitsch Fürst Obolenski (russisch Василий Петрович Оболенский; * 5. Januar 1780; † 5. Februar 1834) war ein Generalmajor des Russischen Kaiserreichs und Träger des preußischen Ordens Pour le Mérite.

## Leben und familiäre Herkunft
Wassili gehörte der russischen Fürstenfamilie Obolenski an, die in gerader Linie vom Gründer des russischen Staates abstammte; dem 879 verstorbenen Rjurik, Fürst von Nowgorod. Obolenskis Abstammungslinie ging in 11. Generation über den Großfürsten von Tschernigow und Kiew, Michail Wsewolodowitsch, gefallen 1246, zu dem Bojaren Semjon Obolenski, urkundlich 1446–1452 belegt.
Wassili Obolenski wurde am 5. Januar 1780 geboren. Seine Eltern waren der Kaiserlich-Russische Hofrat Peter Obolenski (1742–1822) und Katharina Wjasemski (1731–1811). Er war verheiratet mit Katharina Mussin-Puschkin (1786–1875) und starb am 5. Februar 1834. 

## Militärische Laufbahn
Wassili Petrowitsch Obolenski wählte den Offiziersberuf. Entsprechend seiner vornehmen Abkunft trat er bei der Kavallerie in die russische Armee ein und avancierte schnell. Als Kosaken-Offizier nahm er an den russischen Feldzügen gegen Napoleon Bonaparte teil und wurde nicht nur der Flügeladjutant des Kaisers Alexander I., sondern auch Regimentskommandeur. 1813 war er Oberst und Führer des 3. Ukrainischen Kosaken-Regiments, das unter dem Oberbefehl Gebhard Leberecht von Blüchers in Schlesien gegen die Franzosen focht und in zahlreichen Gefechten und in der Schlacht an der Katzbach die napoleonischen Truppen besiegte und aus Schlesien verdrängte. Im Gefecht bei Goldberg zeichnete sich Fürst Obolenski so aus, dass er für die Verleihung des Ordens Pour le Mérite vorgeschlagen wurde. „[…] hat sich bei allen Affairen der Avantgarde, besonders aber im Gefecht bei Goldberg ausgezeichnet.“ König Friedrich Wilhelm III. von Preußen entsprach dem Verleihungsvorschlag.
Nach dem Krieg diente Obolenski weiter und brachte es noch zum Kaiserlich-Russischen Generalmajor. Sein Sohn Alexei Wassilijewitsch Obolenski (1819–1884) wurde russischer General der Artillerie und Senator.